# Надь, Михай
Михай Надь (венг. Nagy Mihály; род. 8 октября 1993) — венгерский борец вольного стиля, призёр чемпионатов Европы.

## Биография
Родился в 1993 году в Ваце. В 2014 году занял 14-е место на чемпионате Европы. В 2015 году занял 8-е место на чемпионате мира. В 2018 году стал бронзовым призёром чемпионата Европы.